# Patrick Galbraith (Tennisspieler)
Patrick Galbraith (* 16. April 1967 in Tacoma, Washington) ist ein ehemaliger US-amerikanischer Tennisspieler.

## Karriere
Der Doppelspezialist konnte in seiner aktiven Laufbahn insgesamt 36 Erfolge in Doppelkonkurrenzen feiern und 19 weitere Male ein Endspiel erreichen. Seine größten Erfolge waren der Gewinn der Doubles Championships 1995 und der Einzug ins Finale von Wimbledon 1993 und 1994, jeweils an der Seite von Grant Connell. Darüber hinaus gewann er 1994 die US Open mit Elna Reinach und 1996 mit Lisa Raymond in der Mixed-Konkurrenz; 1997 erreichte er ebenfalls mit Raymond das Mixed-Finale der French Open.
In den Jahren 1993 und 1994 war Galbraith für insgesamt vier Wochen die Nummer eins der Doppel-Weltrangliste, im Einzel erreichte er seine höchste Platzierung im Juni 1990 mit Rang 411.

## Erfolge
| Legende (Titel nach Belag)                                |
| Grand Slam (2)                                            |
| Tennis Masters Cup (1)                                    |
| ATP Masters Series (5)                                    |
| ATP Championship Series ATP International Series Gold (8) |
| ATP World Series ATP International Series (22)            |
| ATP Challenger Series (5)                                 |

| Titel nach Belag |
| Hartplatz (19)   |
| Sand (4)         |
| Rasen (4)        |
| Teppich (11)     |

### Doppel

#### Turniersiege

##### ATP Tour
| Nr. | Datum             | Turnier          | Belag         | Partner          | Finalgegner                        | Ergebnis           |
| --- | ----------------- | ---------------- | ------------- | ---------------- | ---------------------------------- | ------------------ |
| 1.  | 17. Juli 1989     | Newport          | Rasen         | Brian Garrow     | Neil Broad Stefan Kruger           | 2:6, 7:5, 6:3      |
| 2.  | 19. Februar 1990  | Toronto Indoor   | Teppich (i)   | David Macpherson | Neil Broad Kevin Curren            | 3:6, 6:3, 6:4      |
| 3.  | 22. Oktober 1990  | Lyon             | Teppich (i)   | Kelly Jones      | Jim Grabb David Pate               | 7:6, 6:4           |
| 4.  | 4. März 1991      | Rotterdam        | Teppich (i)   | Anders Järryd    | Steve DeVries David Macpherson     | 7:6, 6:2           |
| 5.  | 8. April 1991     | Hongkong (1)     | Hartplatz     | Todd Witsken     | Glenn Michibata Robert Van’t Hof   | 6:2, 6:4           |
| 6.  | 6. Mai 1991       | München          | Sand          | Todd Witsken     | Anders Järryd Danie Visser         | 6:1, 6:3           |
| 7.  | 29. Juli 1991     | Montréal (1)     | Hartplatz     | Todd Witsken     | Grant Connell Glenn Michibata      | 6:7, 6:4, 6:4      |
| 8.  | 20. April 1992    | Nizza            | Sand          | Scott Melville   | Pieter Aldrich Danie Visser        | 3:6, 6:3, 6:4      |
| 9.  | 4. Mai 1992       | Madrid           | Sand          | Patrick McEnroe  | Francisco Clavet Carlos Costa      | 6:3, 6:2           |
| 10. | 22. Juni 1992     | Manchester       | Rasen         | David Macpherson | Jeremy Bates Laurie Warder         | 4:6, 6:3, 6:2      |
| 11. | 27. Juli 1992     | Toronto (2)      | Hartplatz     | Danie Visser     | Andre Agassi John McEnroe          | 7:5, 6:4           |
| 12. | 10. August 1992   | Los Angeles      | Hartplatz     | Jim Pugh         | Francisco Montana David Wheaton    | 7:6, 7:6           |
| 13. | 18. Januar 1993   | Auckland (1)     | Hartplatz     | Grant Connell    | Alex Antonitsch Alexander Wolkow   | 6:3, 7:6           |
| 14. | 18. Oktober 1993  | Tokio Indoor (1) | Teppich (i)   | Grant Connell    | Luke Jensen Murphy Jensen          | 7:5, 6:3           |
| 15. | 15. November 1993 | Antwerpen        | Teppich (i)   | Grant Connell    | Wayne Ferreira Javier Sánchez      | 6:3, 7:6           |
| 16. | 7. März 1994      | Indian Wells     | Hartplatz     | Grant Connell    | Byron Black Jonathan Stark         | 3:6, 6:1, 7:6      |
| 17. | 25. Juli 1994     | Washington, D.C. | Hartplatz     | Grant Connell    | Jonas Björkman Jakob Hlasek        | 6:2, 6:3           |
| 18. | 22. August 1994   | New Haven        | Hartplatz     | Grant Connell    | Jacco Eltingh Paul Haarhuis        | 6:3, 7:6           |
| 19. | 17. Oktober 1994  | Tokio Indoor (2) | Teppich (i)   | Grant Connell    | Byron Black Jonathan Stark         | 4:6, 7:6, 7:6      |
| 20. | 16. Januar 1995   | Auckland (2)     | Hartplatz     | Grant Connell    | Luis Lobo Javier Sánchez           | 6:4, 6:3           |
| 21. | 13. Februar 1995  | Dubai            | Hartplatz     | Grant Connell    | Tomás Carbonell Francisco Roig     | 6:2, 4:6, 6:3      |
| 22. | 27. Februar 1995  | Stuttgart Indoor | Teppich (i)   | Grant Connell    | Cyril Suk Daniel Vacek             | 6:2, 6:2           |
| 23. | 6. November 1995  | Paris            | Teppich (i)   | Grant Connell    | Jim Grabb Todd Martin              | 6:3, 7:6           |
| 24. | 25. November 1995 | Eindhoven        | Teppich (i)   | Grant Connell    | Jacco Eltingh Paul Haarhuis        | 7:6, 7:6, 3:6, 7:6 |
| 25. | 11. März 1996     | Scottsdale       | Hartplatz     | Rick Leach       | Richey Reneberg Brett Steven       | 5:7, 7:5, 7:5      |
| 26. | 15. April 1996    | Hongkong (2)     | Hartplatz     | Andrei Olchowski | Kent Kinnear Dave Randall          | 6:3, 6:7, 7:6      |
| 27. | 26. August 1996   | Toronto (3)      | Hartplatz     | Paul Haarhuis    | Mark Knowles Daniel Nestor         | 6:3, 7:5           |
| 28. | 11. November 1996 | Stockholm        | Hartplatz (i) | Jonathan Stark   | Todd Martin Chris Woodruff         | 7:6, 6:4           |
| 29. | 13. Januar 1997   | Auckland (3)     | Hartplatz     | Ellis Ferreira   | Rick Leach Jonathan Stark          | 6:4, 4:6, 7:6      |
| 30. | 24. Februar 1997  | Memphis          | Hartplatz (i) | Ellis Ferreira   | Rick Leach Jonathan Stark          | 6:2, 6:3           |
| 31. | 23. Juni 1997     | Nottingham (1)   | Rasen         | Ellis Ferreira   | Danny Sapsford Chris Wilkinson     | 4:6, 7:6, 7:6      |
| 32. | 13. Oktober 1997  | Wien             | Teppich (i)   | Ellis Ferreira   | Marc-Kevin Goellner David Prinosil | 6:3, 6:4           |
| 33. | 20. Oktober 1997  | Lyon             | Teppich (i)   | Ellis Ferreira   | Olivier Delaître Fabrice Santoro   | 3:6, 6:2, 6:4      |
| 34. | 19. Januar 1998   | Auckland (4)     | Hartplatz     | Brett Steven     | Tom Nijssen Jeff Tarango           | 6:4, 6:2           |
| 35. | 3. Mai 1999       | Atlanta          | Sand          | Justin Gimelstob | Todd Woodbridge Mark Woodforde     | 5:7, 7:6, 6:3      |
| 36. | 21. Juni 1999     | Nottingham (2)   | Rasen         | Justin Gimelstob | Marius Barnard Brent Haygarth      | 5:7, 7:5, 6:3      |

##### Challenger Tour
| Nr. | Datum              | Turnier       | Belag     | Partner       | Finalgegner                      | Ergebnis      |
| --- | ------------------ | ------------- | --------- | ------------- | -------------------------------- | ------------- |
| 1.  | 31. Juli 1989      | Seattle       | Hartplatz | Brian Garrow  | Ville Jansson Charles Merzbacher | 6:1, 6:3      |
| 2.  | 2. Oktober 1989    | Coquitlam (1) | Hartplatz | Brian Garrow  | Ned Caswell Chris Garner         | 4:6, 6:4, 6:4 |
| 3.  | 23. Oktober 1989   | Brest         | Hartplatz | Joey Rive     | Olivier Delaître Thierry Tulasne | 6:4, 6:1      |
| 4.  | 17. September 1990 | Coquitlam (2) | Hartplatz | Steve DeVries | Otis Smith Roger Smith           | 7:5, 7:5      |
| 5.  | 16. September 1991 | Whistler      | Hartplatz | Steve DeVries | Dave Randall Kenny Thorne        | 6:4, 6:4      |

#### Finalteilnahmen
| Nr. | Datum             | Turnier          | Belag         | Partner          | Finalgegner                         | Ergebnis       |
| --- | ----------------- | ---------------- | ------------- | ---------------- | ----------------------------------- | -------------- |
| 1.  | 15. Oktober 1990  | Berlin           | Teppich       | Kevin Curren     | Pieter Aldrich Danie Visser         | 6:7, 6:7       |
| 2.  | 9. November 1992  | Paris            | Teppich       | Danie Visser     | John McEnroe Patrick McEnroe        | 4:6, 2:6       |
| 3.  | 8. Februar 1993   | Dubai            | Hartplatz     | Grant Connell    | John Fitzgerald Anders Järryd       | 2:6, 1:6       |
| 4.  | 10. Mai 1993      | Hamburg          | Sand          | Grant Connell    | Paul Haarhuis Mark Koevermans       | 4:6, 6:7, 7:6  |
| 5.  | 5. Juli 1993      | Wimbledon        | Rasen         | Grant Connell    | Todd Woodbridge Mark Woodforde      | 5:7, 3:6, 6:74 |
| 6.  | 26. Juli 1993     | Washington, D.C. | Hartplatz     | Grant Connell    | Byron Black Rick Leach              | 4:6, 5:7       |
| 7.  | 17. Januar 1994   | Auckland         | Hartplatz     | Grant Connell    | Patrick McEnroe Jared Palmer        | 2:6, 6:4, 4:6  |
| 8.  | 21. Februar 1994  | Stuttgart        | Teppich       | Grant Connell    | David Adams Andrei Olchowski        | 7:6, 4:6, 6:7  |
| 9.  | 4. Juli 1994      | Wimbledon        | Rasen         | Grant Connell    | Todd Woodbridge Mark Woodforde      | 6:7, 3:6, 1:6  |
| 10. | 26. Juni 1995     | Nottingham       | Rasen         | Danie Visser     | Luke Jensen Murphy Jensen           | 3:6, 7:5, 4:6  |
| 11. | 9. Oktober 1995   | Kuala Lumpur     | Teppich       | Grant Connell    | Patrick McEnroe Mark Philippoussis  | 5:7, 4:6       |
| 12. | 13. November 1995 | Stockholm        | Hartplatz (i) | Grant Connell    | Jacco Eltingh Paul Haarhuis         | 6:3, 2:6, 6:7  |
| 13. | 1. April 1996     | Miami            | Hartplatz     | Ellis Ferreira   | Todd Woodbridge Mark Woodforde      | 1:6, 3:6       |
| 14. | 3. März 1997      | Philadelphia     | Hartplatz (i) | Ellis Ferreira   | Sébastien Lareau Alex O’Brien       | 3:6, 3:6       |
| 15. | 10. November 1997 | Stockholm        | Hartplatz (i) | Ellis Ferreira   | Marc-Kevin Goellner Richey Reneberg | 3:6, 6:3, 6:7  |
| 16. | 27. Juli 1998     | Washington, D.C. | Hartplatz     | Wayne Ferreira   | Grant Stafford Kevin Ullyett        | 2:6, 4:6       |
| 17. | 11. Januar 1999   | Adelaide         | Hartplatz     | Jim Courier      | Gustavo Kuerten Nicolás Lapentti    | 4:6, 4:6       |
| 18. | 18. Januar 1999   | Sydney           | Hartplatz     | Paul Haarhuis    | Sébastien Lareau Daniel Nestor      | 3:6, 4:6       |
| 19. | 13. März 2000     | Scottsdale       | Hartplatz     | David Macpherson | Jared Palmer Richey Reneberg        | 3:6, 5:7       |

### Mixed

#### Turniersiege
| Nr. | Datum              | Turnier     | Belag     | Partnerin    | Finalgegner                  | Ergebnis   |
| --- | ------------------ | ----------- | --------- | ------------ | ---------------------------- | ---------- |
| 1.  | 11. September 1994 | US Open (1) | Hartplatz | Elna Reinach | Todd Woodbridge Jana Novotná | 6:2, 6:4   |
| 2.  | 8. September 1996  | US Open (2) | Hartplatz | Lisa Raymond | Rick Leach Manon Bollegraf   | 7:66, 7:64 |

#### Finalteilnahmen
| Nr. | Datum              | Turnier     | Belag     | Partnerin    | Finalgegner                 | Ergebnis |
| --- | ------------------ | ----------- | --------- | ------------ | --------------------------- | -------- |
| 1.  | 6. Juni 1997       | French Open | Sand      | Lisa Raymond | Mahesh Bhupathi Rika Hiraki | 4:6, 1:6 |
| 2.  | 11. September 1998 | US Open     | Hartplatz | Lisa Raymond | Maks Mirny Serena Williams  | 2:6, 2:6 |